# Dominik Feri
Dominik Feri (* 11. července 1996 Kadaň) je český právník, instagramový influencer, bývalý politik a odsouzený sexuální násilník. V letech 2014 až 2018 působil jako člen Rady statutárního města Teplice a od října 2017 do května 2021 poslanec Poslanecké sněmovny PČR. V Česku se stal v roce 2014 historicky nejmladším radním a zvolením do sněmovny ve 21 letech také nejmladším poslancem Parlamentu. Mezi lety 2015 až 2021 byl členem TOP 09, v roce 2021 také místopředsedou jejího poslaneckého klubu.
V květnu 2021 rezignoval na poslanecký mandát v souvislosti s obviněním ze sexuálního obtěžování, opustil politiku a nařčením se bránil soudní cestou. Obvodní soud pro Prahu 3 jej v listopadu 2023 odsoudil k tříletému vězení za dvě znásilnění a jeden pokus o znásilnění. Prvoinstanční rozsudek v dubnu 2024 potvrdil odvolací Městský soud v Praze a odškodnění poškozeným navýšil o úroky z prodlení.

## Politické působení

### Začátek politické kariéry

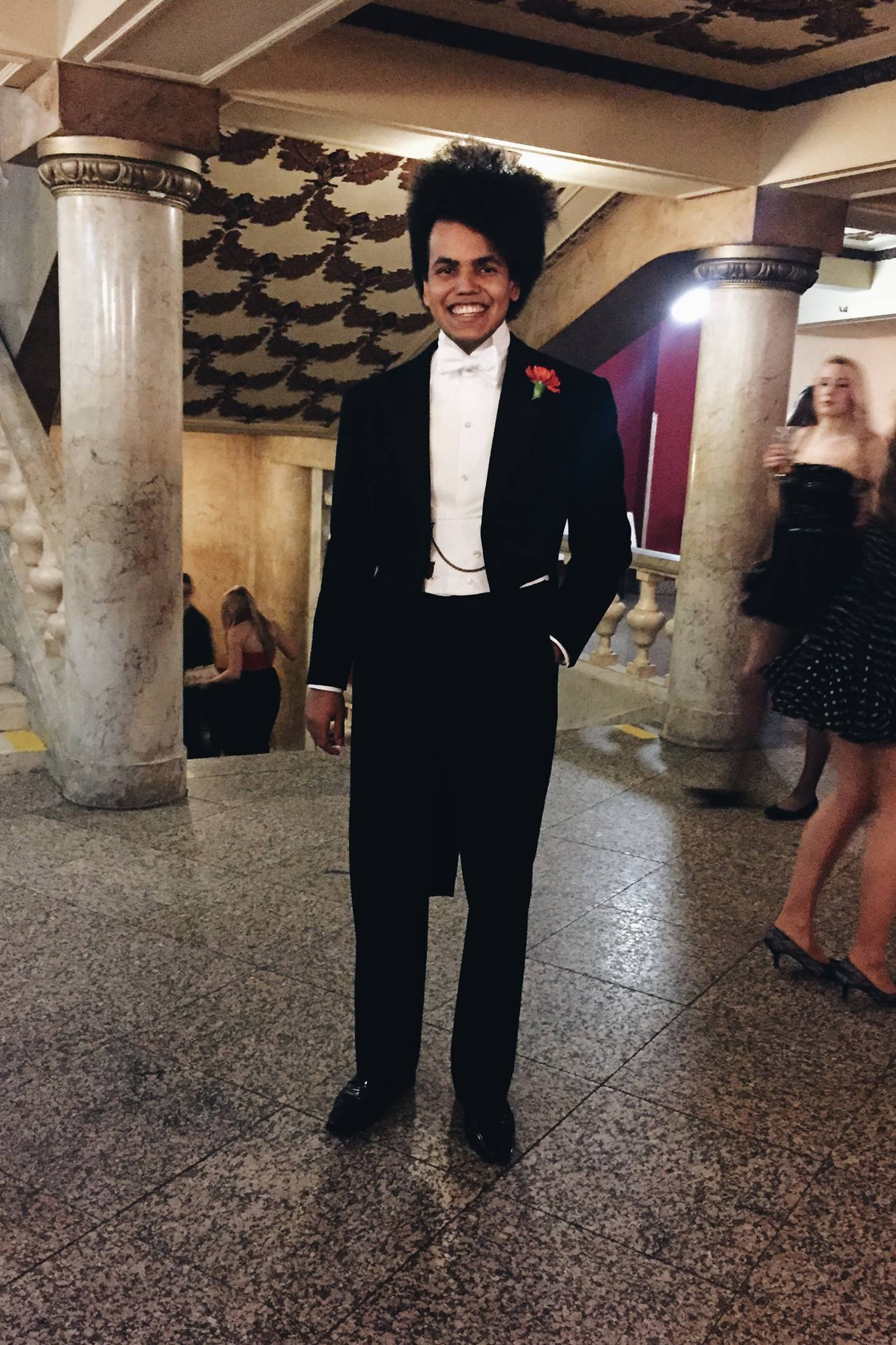
Dominik Feri v roce 2016

V roce 2014 kandidoval do zastupitelstva Teplic jako nezávislý kandidát na kandidátní listině TOP 09, ale nebyl zvolen. Stal se však prvním náhradníkem a po odstoupení lídra kandidátky a radního v letech 2010 až 2014, Petra Měsíce, se stal zastupitelem a 7. listopadu 2014 byl na ustavujícím zasedání zastupitelstva zvolen radním. Byl členem devítičlenné teplické městské rady v čele s Jaroslavem Kuberou. V krajských volbách v roce 2016 kandidoval za TOP 09 do Zastupitelstva Ústeckého kraje na posledním místě kandidátky, avšak neuspěl. V komunálních volbách v roce 2018 již mandát zastupitele města Teplice neobhajoval.

### Působení v Poslanecké sněmovně
Ve volbách do Poslanecké sněmovny PČR v roce 2017 kandidoval za TOP 09 na posledním místě kandidátky v Praze. Získal 15 003 preferenčních hlasů, skončil na 2. místě a stal se nejmladším poslancem České republiky v historii. Na počátku roku 2021 oznámil svou kandidaturu do voleb do Poslanecké sněmovny konaných ve dnech 8. a 9. října 2021.
V Poslanecké sněmovně byl členem Ústavně právního výboru, Výboru pro veřejnou správu a regionální rozvoj, Organizačního výboru, Podvýboru pro problematiku exekucí, insolvencí a oddlužení, Podvýboru pro přípravu návrhů na propůjčení nebo udělení státních vyznamenání, Volební komise, Stálé komise pro Ústavu České republiky a Vyšetřovací komise k OKD. Aktivně se účastnil na hlasování, vystoupeních v rozpravě interpelacích členů vlády. Stal se kritikem zákona o obecném referendu a přímé volby starostů. Navrhl snížit odvodovou zátěž u dohod o provedení práce či více investovat do studentského bydlení. Aktivně se rovněž věnoval problematice insolvencí a oddlužení, rekodifikaci práva stavebního či podobě justičního systému (podařilo se mu prosadit např. změnu úpravy osobních prohlídek advokátů při vstupu do soudních budov).

#### Zpravodaj Poslanecké sněmovny a jejích orgánů k tiskům
Mezi zpravodajské tisky přidělené poslanci Dominiku Ferimu v Poslanecké sněmovně a jejích orgánech patřily:
- Novela zákona – trestní zákoník (ST 325)
- Novela zákona – trestní zákoník (ST 349)
- Novela zákona – občanský zákoník (ST 456)
- Novela zákona o soudech a soudcích (ST 630)
- Novela zákona – trestní zákoník - EU (ST 639)
- Novela ústavního zákona – Ústava ČR (ST 557)
- Vládní návrh zákona o zrušení vybraných obsoletních právních předpisů (ST 608)
- Novela zákona, kterým se zrušují obsoletní zákony z roku 1919 (ST 213)
- Novela zákona o mezinárodní justiční spolupráci ve věcech trestních – EU (ST 682)
- Novela zákona o mezinárodní justiční spolupráci ve věcech trestních – EU (ST 699)
- Novela zákona – trestní řád (ST 762)
- Novela zákona o zadávání veřejných zakázek – RJ (ST 951)
- Novela zákona o střetu zájmů – RJ (ST 956)
- Novela zákona - trestní zákoník – EU (ST 980)

#### Spolupředkladatel návrhů zákona
Spolupředkladatel návrhů zákona.
- Novela zákona o nemocenském pojištění (ST 182)
- Novela zákona – soudní řád správní (ST 237)
- Novela zákona – občanský soudní řád (ST 1174)
- Novela zákona o realitním zprostředkování (ST 1126)
- Novela zákona o Rejstříku trestů (ST 845, část č. 1/4)
- Novela zákona o místních poplatcích – RJ (ST 777, část č. 1/4)
- Novela zákona o sociálně-právní ochraně dětí (ST 749)
- Novela zákona – občanský soudní řád (ST 736)
- Novela zákona – stavební zákon (ST 383)
- Novela zákona o pozemních komunikacích (ST 296)

#### Písemné pozměňovací návrhy
Dominik Feri se stal za 8. volební období Poslanecké sněmovny předkladatelem více než stovky pozměňovacích návrhů. Mezi zákony, ke kterým podával pozměňovací návrhy patřily také vládní návrh zákona o zvýšení náhrady příjmu při nařízené karanténě (ST 1172), novela zákona o mezinárodní justiční spolupráci ve věcech trestních (ST 699), novela krizového zákona (ST 1152), občanský zákoník (ST 984; pozměňovací návrhy se týkaly procesního institutu držby a hmotněprávního institutu dědické smlouvy), novely zákona o soudech a soudcích (ST 630, návrhy se týkaly studijního volna soudců, psychologické pomoci, zrušení provázání funkčního období předsedy soudu s místopředsedou, změny úpravy osobních prohlídek advokátů a zrušení institutu přísedících v civilním řízení), občanský soudní řád (ST 545, ST 320), vládní návrh zákona o opatření ke zmírnění dopadů SARS CoV-2 na cestovní ruch (ST 820), horní zákon (ST 531), zákon o obchodních korporacích (ST 207, návrhy se týkaly společné účasti na valné hromadě, zachování jednočlenné správní rady či režimu souběžné účasti na valné hromadě), insolvenční zákon (ST 71). Každoročně též předkládal desítky pozměňovacích návrhů k zákonu o státním rozpočtu.

### Politická činnost v době pandemie covidu-19

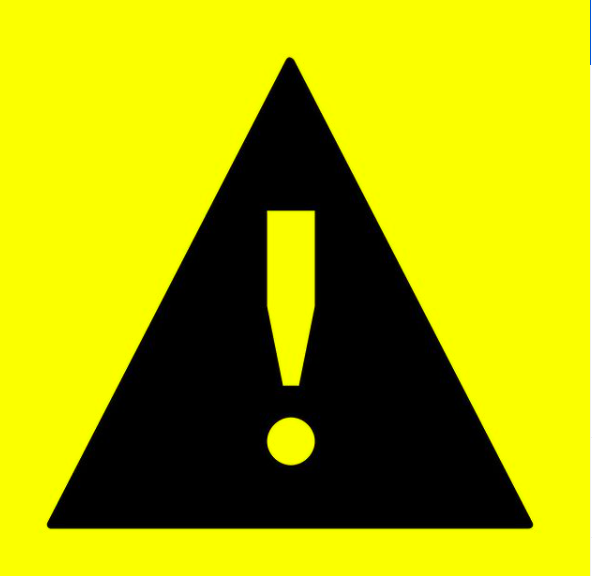
Podoba Žlutého vykřičníku, charakteristického symbolu pro pandemická oznámení na Feriho instagramovém profilu

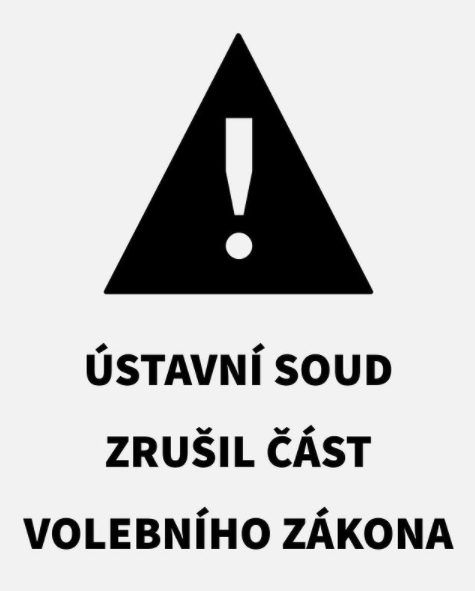
Vykřičníky na šedém pozadí sloužily k oznámením nesouvisejícím s pandemií

Během let 2020 a 2021 se v souvislosti s celosvětovou koronavirovou pandemií z Dominika Feriho stal s více než milionem sledujících na platformě Instagram nejsledovanější český politik na sociálních sítích. S počtem více než 1,1 milionu sledujících tehdy patřil k nejsledovanějšímu účtu v České republice. Větší popularity dosáhl obzvlášť pomocí jednoduchých, avšak velmi informativních příspěvků s charakteristickou podobou „žlutého vykřičníku“ o nově přijatých vládních nařízeních a opatřeních ve snaze zabránit rozšíření covidu-19. S tímto formátem taktéž oznamoval svým sledujícím různé změny a události v české politice, například nástup nových ministrů zdravotnictví. Předsedkyně TOP 09 Markéta Pekarová Adamová podotkla, že poslanec „zvládá tu komunikaci za vládu mnohem lépe.“ Přesto Feri citelně navrhoval lepší komunikaci ze strany vlády a tvrdil, že by právě ona měla veřejnosti civilně srozumitelněji předávat informace.
Přes svůj rychle rostoucí profil a vliv na sociální síti se mimo jiné snažil mladým lidem přiblížit zájem, znalosti a vztah k politice, což může zvýšit počet voličů u voleb a ve výsledku působit jako pozitivní vliv pro budoucí generaci a občany v ČR. Na podzim roku 2020 spolu s dobrovolníky z Česko.Digital vytvořil web informující o mimořádných protipandemických opatřeních covid.gov.cz, jenž vysvětluje jednotlivá pravidla srozumitelně a na konkrétních životních situacích.
V rámci pandemické legislativy se aktivně podílel na přípravě pandemického zákona. „Jednou budu vyprávět, jak jsme psali pandemický zákon přes esemesky", uvedl v rozhovoru pro časopis Reflex. Věnoval se též ostatním zákonům upravujícím dopady mimořádných opatření, jednal s odborníky, vládou a předkládal pozměňovací návrhy.
Jako aktivní člen AntiCovid týmu připravil Plán návratu k normálnímu životu, vláda se rozhodla vytvořit systém vlastní a opoziční nerespektovat.

### Odchod z politiky
Dne 25. května 2021 oznámil, že rezignuje na mandát poslance Poslanecké sněmovny PČR a nebude ani kandidovat ve volbách do Poslanecké sněmovny PČR v říjnu 2021, kde figuroval na 4. místě kandidátky koalice SPOLU v hlavním městě Praze. Stalo se tak po nařčení ze sexuálního násilí vůči několika ženám, jejichž svědectví zveřejnily společně Deník N a A2larm. Případem se začala zabývat Policie ČR.
Na konci května 2021 vystoupil z TOP 09. Strana ho krátce předtím vyzvala, aby své členství přerušil, než se prošetří jeho údajné násilné činy. Dne 31. května byl ve funkci poslance vystřídán dokumentaristkou Olgou Sommerovou. Téhož dne skončil i ve všech ostatních funkcích.

## Politické postoje
Dominik Feri se i přes problematičnost některých členských zemí NATO typu Turecka vyslovil proti vystoupení České republiky z NATO. Na adresu aliance uvedl, abychom překonávali chyby, ale nepřekonávali NATO. Podpořil investice do vzdělávání a v krajním případě by podpořil i školné, které bylo v programu TOP 09. Podpořil také stejnopohlavní manželství a pochod hrdosti gayů, leseb, bisexuálů i translidí (LGBT) Prague Pride. V roce 2017 vyjádřil podporu hnutí Me Too.

## Osobní život a vzdělání

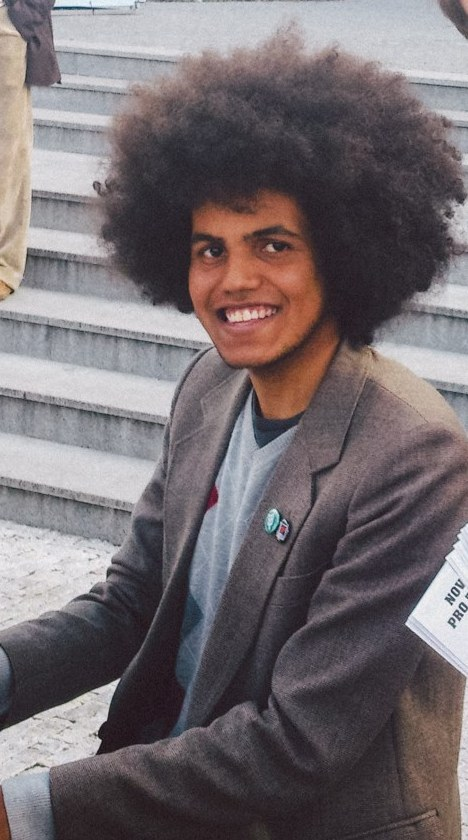
Dominik Feri v roce 2014

Dominik Feri se narodil 11. července 1996 v Kadani, ale už od svých dvou let žije na Teplicku. Jeho matka pochází z východních Čech, z otcovy strany má předky v Etiopii. V letech 2007 až 2015 studoval na Gymnáziu Teplice. Poté byl přijat na Právnickou fakultu Univerzity Karlovy, kterou absolvoval v roce 2020 a získal titul Mgr. Diplomovou práci s názvem Posesorní ochrana obhájil v září téhož roku se známkou výborně. O rok později získal titul JUDr. V souvislosti se svojí občanskou aktivitou byl médii poprvé zmíněn v rámci Teplic a mediální dění začal výrazně ovlivňovat prostřednictvím sítě Instagram, kde měl přes milion sledujících. Je rovněž jazzovým hudebníkem.
V srpnu 2017 uvedl, že má přítelkyni, která studuje politologii a pracuje pro jinou opoziční stranu.
Dne 28. května 2022 se podle vyjádření policie pokusil o sebevraždu.

### Napadení na ochutnávce vín v Boršicích
V neděli 21. dubna 2019 na něj při ochutnávce vín v Boršicích fyzicky zaútočila dvojice mužů, údajně s rasistickými výroky. Sám Feri později uvedl, že vyšetření případného rasistického nebo politického důvodu k útoku ponechá na policii. Po incidentu byl Feri převezen do nemocnice v Uherském Hradišti se zraněním v obličeji a řeznou ránou na zádech. Předsedové stran TOP 09, ODS či ČSSD útok odsoudili, stejně jako mluvčí prezidenta. Po zašití rány a několika vyšetřeních byl Feri následujícího dne z nemocnice propuštěn. Útok začal mladší z útočníků, který byl pod vlivem alkoholu, a údajně útočil, „protože ho štvalo, co Feri píše” na sociálních sítích. Starší z domnělých útočníků, který je otcem druhého útočníka, měl být dlouhodobý sympatizant několika extremistických hnutí včetně Řádu národa. V květnu 2019 kriminalisté oběma mužům sdělili podezření z přečinu ublížení na zdraví ve stadiu pokusu a výtržnictví. V červnu téhož roku státní zástupce případ odložil s 15měsíční zkušební dobou, během níž se útočníci nesmí dopustit trestného činu.

## Kauza znásilnění
V roce 2021 byl Dominik Feri na sociálních sítích spojován a obviňován ze sexuálního nátlaku vůči studentkám středních a vysokých škol. V květnu 2021 vyšlo v médiích několik článků o jeho nevhodném chování k ženám. Několik žen ho obvinilo, že je mezi lety 2015 a 2020 v opilosti donutil k sexu, i když to odmítly. Policie se těmito obviněními začala zabývat. Feri obvinění ze znásilnění popřel, ale připustil, že „se zachoval nevhodně, nepatřičně či negentlemansky” a za „taková selhání” se omlouvá. Novinářka A2larmu Apolena Rychlíková uvedla, že měl podle svědků „neustálou snahu vábit z žen intimní fotky, časté je tam i ponižování, urážky vzhledu, intelektu, často to má sexualizovaný charakter.“ Podle ní bylo zdrojů několik desítek a na šifrovanou mailovou schránku chodila další svědectví. Dne 10. června 2021 byla zveřejněna svědectví dalších žen, které tvrdí, že je Feri sexuálně obtěžoval.
Autorka tweetu, pod nímž se v květnu 2021 rozvinula obsáhlá diskuze, odpověděla pod skutečnou a ověřenou identitou redaktorům A2larmu a Deníku N, že „tweet jsem napsala kvůli tomu, že se na mě v poslední době valily příhody o různých mladých ženách, které byly údajně obtěžovány či zneužity Dominikem Ferim. Byla jsem šokovaná, znechucená a nechápala jsem, že tak závažná kauza (pokud je pravdivá) ještě nebyla medializována.“ Kryštof Stupka, člen Mladého Pirátstva, pro CNN Prima News uvedl, že „osobně znám dvě jména a o dalších případech vím zprostředkovaně. Jak jsem psal na Twitteru, jedná se o zdroje z TOP 09 a právnické fakulty. Všechny se ale bojí jít s případem ven, a to chápu. Sám jsem si tím prošel a nikdy jsem jméno muže, který mě znásilnil, nikomu neřekl.“
Martin Samek a Jolana Ordeltová z Akademického senátu Právnické fakulty Univerzity Karlovy potvrdili, že Právnická fakulta UK v Praze, kde Feri studoval, řešila několik stížností studentek, jimž měl poslanec nevybíravým způsobem nabízet sex. 
Část české veřejnosti, včetně politiků, se snažila na sociálních sítích a v médiích výpovědi žen zpochybnit a bagatelizovat. Předsedkyně TOP 09 Markéta Pekarová Adamová Feriho vyzvala, aby se vzdal mandátu poslance a nekandidoval v nadcházejících volbách. Pekarová Adamová ocenila vzdání se poslaneckého mandátu stranického kolegy a uvedla, že Feriho považuje za přítele a věří v jeho očištění. Jeho reakci ocenili také předseda KDU-ČSL Marian Jurečka a místopředseda ODS Martin Kupka. Dne 28. května 2021 se Pekarová Adamová omluvila za bagatelizující slova Karla Schwarzenberga a Tomáše Czernina. 1. místopředseda TOP 09 Tomáš Czernin vyjádřil možnou spojitost kauzy s předvolebním bojem, vzhledem k načasování do období kampaně. Zakladatel TOP 09 Karel Schwarzenberg prohlásil, že je normální, když se mladý kluk jako Dominik Feri snaží dostat holky do postele, a také vyjádřil podezření, že „za tím jsou Piráti. Je to pár měsíců před volbami a Dominik Feri byl jejich největší konkurent.“ Publicistka a expertka na odhalování dezinformací a fake news Alexandra Alvarová obvinila z kauzy Rusko, protože podle Alvarové „v tom, jak zaplavit informační prostor polarizačním tématem, kde se všichni pohádají se všemi, jsou Rusové nejlepší na světě.“ Dne 28. května 2021 jej vyzvala TOP 09 k dočasnému přerušení členství ve straně. Feri později stejný den ze strany sám vystoupil. Koalice SPOLU (ODS, KDU-ČSL a TOP 09) z internetu odstranila stránku kampaně pro mladé „Mám hlas”, jejíž byl tváří. Na mandát poslance Parlamentu České republiky rezignoval 31. května téhož roku.

### Tříletý trest vězení
Policie České republiky zahájila 1. června 2021 úkony trestního řízení pro podezření Feriho ze spáchání některého z trestných činů proti lidské důstojnosti v sexuální oblasti. V reakci na kauzu se část poslanců rozhodla prosadit nový zákon, tzv. Lex Feri, který by zpřísnil definici sexuálního napadení. Policie obvinila Feriho 7. března 2022 z trestného činu znásilnění a v říjnu téhož roku jej navrhla obžalovat ze tří znásilnění, přičemž jeden z případů se měl týkat osoby mladší 18 let. V prosinci 2022 pak státní zastupitelství vůči němu vzneslo obžalobu ze znásilnění.
Trestní senát Obvodního soudu pro Prahu 3, pod vedením soudkyně Lenky Hájkové, mu 2. listopadu 2023 uložil tříletý nepodmíněný trest ve věznici s ostrahou a úhradu nemajetkové újmy poškozeným ve výši 300 tisíc, 150 tisíc a 60 tisíc korun za dvě znásilnění a jeden pokus o znásilnění. Shledán vinným tak byl ve všech bodech obžaloby. Feri se na místě odvolal k nadřízenému Městskému soudu v Praze, který 22. dubna 2024 prvoinstanční rozsudek potvrdil tříletým trestem vězení. Odvolací senát s předsedou Liborem Vávrou přiznal k částce odškodnění úroky z prodlení a případný další nárok na vyšší odškodnění odkázal řešit civilním procesem. Feri uvedl, že podá dovolání k Nejvyššímu soudu. V květnu 2024 uvedl mluvčí Obvodního soudu pro Prahu 3, že rozsudek je vykonatelný a soud nemá důvod se zasláním výzvy k nástupu do výkonu trestu otálet. Feri tak do výkonu trestu nastoupil ještě téhož měsíce.

## Hodnocení médií
Německý týdeník Die Welt zařadil Feriho mezi úspěšné a nadějné proevropské politiky. Podle německého listu byl nadějí pro Evropu a projekt Evropské unie. Martin Zvěřina v Lidovkách (deník v roce 2013 koupil Agrofert vlastněný Andrejem Babišem) po volbách do Poslanecké sněmovny v říjnu 2017 jej označil za mladého politika, který se politicky ničím neprofiluje, a podle Zvěřiny „to vypadá, že ta přemýšlivá část pražských voličů, která si tak potrpí na kvalitu demokracie, prostě volila maskota.“
Oceňovány byly jeho snahy o přiblížení práce poslance mladým lidem jak osobně, tak prostřednictvím sociálních sítí.
V listopadu 2020 mu bylo uděleno ocenění Czech Social Awards.